# خوسيه كوبوس (لاعب كرة قاعدة)
خوسيه كوبوس (بالإسبانية: José Cobos)‏ هو لاعب كرة قاعدة مكسيكي، ولد في 11 أكتوبر 1980 في توكسبان ‏ في المكسيك.

## وصلات خارجية
- خوسيه كوبوس على موقعبيزبول رفرنس.كوم (الدوري الثانوي) (الإنجليزية)